# Fabrice Colas
Fabrice Colas (nascido em 21 de julho de 1964) é um ex-ciclista de pista francês que representou França nos Jogos Olímpicos de Verão de 1984 em Los Angeles, conquistando a medalha de bronze na corrida de 1 km contrarrelógio. Também competiu nos Jogos Olímpicos de Verão de 1988.